# Bahía Dalinguer
Bahía Dalinguer är en vik i Antarktis. Den ligger i Västantarktis. Argentina, Chile och Storbritannien gör anspråk på området.